# Aenne Kundermann
Aenne Kundermann (geborene Seufert; * 6. Oktober 1907 in Mannheim; † 30. Januar 2000) war eine deutsche Politikerin (KPD/SED) und die erste Diplomatin der DDR.

## Leben

### Jugend- und Gewerkschaftsfunktionärin
Kundermann, Tochter eines Fabrikarbeiters und einer Näherin, besuchte von 1913 bis 1921 die Volksschule. 1921 war sie kurzzeitig als Dienstmädchen, anschließend bis 1923 als Arbeiterin in einer Kartonagefabrik in Stuttgart tätig. 1921 schloss sie sich dem KJVD an. Im KJVD bekleidete sie mehrere Funktionen im Unterbezirk Stuttgart-Ost und im Bezirk Württemberg.
Von 1923 bis 1926 war sie als Stenotypistin bei der Ortsverwaltung des Deutschen Metallarbeiterverbandes (DMV) in Stuttgart tätig, 1926/27 als Stenotypistin im Exekutivkomitee der Kommunistischen Jugendinternationale in Moskau. 1928 kehrte sie nach Deutschland zurück und wurde Mitglied der KPD. Von 1928 bis 1930 war sie Sekretärin in der Vertriebszentrale und in der Gewerkschaftsabteilung des ZK der KPD. Von 1930 bis 1933 war sie Sekretärin der Roten Gewerkschaftsinternationale und des Internationalen Komitees der Berg-, Metall-, Chemie- und Textilarbeiter in Berlin sowie Saarbrücken.

### Im sowjetischen Exil
Nach illegaler politischer Betätigung in Berlin emigrierte Kundermann im Oktober 1933 in die Tschechoslowakei, dann in die UdSSR. Von 1933 bis 1937 war Kundermann Sekretärin und Mitarbeiterin im Apparat der Roten Gewerkschaftsinternationale in Moskau, von 1937 bis 1940 Sekretärin in der Auslandsabteilung der Zentrale der sowjetischen Gewerkschaften, ab 1941 Stenotypistin bei Metall-Import und Mitarbeiterin in der Presseabteilung des Exekutivkomitees der Kommunistischen Internationale (Komintern). Während ihrer Zeit in Moskau besuchte sie zudem verschiedene Abendkurse an der Kommunistischen Universität der nationalen Minderheiten des Westens. 1935/36 war sie zudem Mitglied der Kommission der Deutschen Vertretung bei der Komintern zur Überführung der emigrierten KPD-Mitglieder in die KPdSU.
Nach dem deutschen Überfall auf die Sowjetunion wurde sie nach Ufa evakuiert. Ab 1942 war sie Inspektorin in der Verwaltung des Kriegsgefangenenlagers Spasski Sawod in der Kasachischen SSR, danach bis 1944 Politinstrukteurin in den Lagern Basjan (Ural) und Nischni Tagil. Von Dezember 1944 bis April 1945 besuchte sie die KPD-Parteischule Nr. 12 bei Moskau.

### Rückkehr in die SBZ
Im April/Mai 1945 kehrte sie mit ihrem Ehemann Erich Kundermann und der Gruppe Sobottka über Stettin nach Deutschland zurück. Ab Juli 1945 war sie Mitarbeiterin der KPD-Bezirksleitung Mecklenburg-Vorpommern zuständig für die Kaderauswahl und die Verbindung zur SMAD, von 1946 bis 1949 dann Mitglied und Leiterin der Kaderabteilung der SED-Bezirksleitung bzw. des SED-Landesvorstandes Mecklenburg-Vorpommern, sowie Mitglied des Landtages und seines Verfassungsausschusses.

### Im diplomatischen Dienst der DDR
Ab 1949 bereitete sie sich auf den Botschafterdienst vor. 1950/51 war sie Chef der diplomatischen Mission (Botschafterin) in Sofia, von 1951 bis 1953 in Warschau, 1953/54 Leiterin der Abteilung Benachbarte Länder im Ministerium für Auswärtige Angelegenheiten der DDR (MfAA), dort von 1954 bis 1960 Leiterin der Hauptabteilung Sowjetunion, 1960/61 die für 27 Jahre letzte Botschafterin in Tirana und von 1962 bis 1968 schließlich Leiterin der Abteilung Koordinierung und Kontrolle im MfAA.
Von 1955 bis 1962 war sie zudem Mitglied des Zentralvorstandes der Gesellschaft für Deutsch-Sowjetische Freundschaft.

## Auszeichnungen
- 1955 – Vaterländischer Verdienstorden in Bronze
- 1960 – Banner der Arbeit
- 1967 – Vaterländischer Verdienstorden in Silber
- 1972 – Vaterländischer Verdienstorden in Gold
- 1977 – Ehrenspange zum Vaterländischer Verdienstorden
- 1983 – Stern der Völkerfreundschaft in Gold
- 1987 – Karl-Marx-Orden